# Psychotria condensa
Psychotria condensa är en måreväxtart som beskrevs av George King och James Sykes Gamble. Psychotria condensa ingår i släktet Psychotria och familjen måreväxter. Inga underarter finns listade i Catalogue of Life.